# Santa Colomba de Somoza
Santa Colomba de Somoza ist ein nordspanischer Ort und eine Gemeinde (municipio) mit 494 Einwohnern (Stand: 2024) in der Provinz León in der Autonomen Gemeinschaft Kastilien-León. Neben dem Hauptort Santa Colomba de Somoza besteht die Gemeinde aus den Ortschaften Andiñuela, Argañoso, Foncebadón, La Maluenga, Murias de Pedredo, Pedredo, Prada de la Sierra, Rabanal del Camino, Rabanal Viejo, San Martín del Agostedo, Santa Marina de Somoza, Tabladillo, Turienzo de los Caballeros, Valdemanzanas, Viforcos und Villar de Ciervos.

## Lage und Klima
Santa Colomba de Somoza liegt in einer Höhe von ca. 990 m in der westleonesischen Hochebene (meseta) etwa 55 Kilometer in westsüdwestlicher Richtung von León entfernt. Durch die Gemeinde führt der Jakobsweg.
Das Klima ist gemäßigt bis warm; Regen (680 mm/Jahr) fällt überwiegend im Winterhalbjahr.

## Bevölkerungsentwicklung
| Jahr      | 1970 | 1981 | 1991 | 2001 | 2011 | 2021 |
| Einwohner | 1048 | 706  | 528  | 450  | 509  | 517  |

Aufgrund der zunehmenden Mechanisierung der Landwirtschaft und der Aufgabe zahlreicher bäuerlicher Kleinbetriebe in der zweiten Hälfte des 20. Jahrhunderts fehlten mehr und mehr Arbeitsplätze, was eine immer noch anhaltende Landflucht auslöste.

## Sehenswürdigkeiten
- Marienkirche in Santa Colomba de Somoza
- Johannes-der-Täufer-Kirche in Turienzo de los Caballeros
- Kirche Mariä Himmelfahrt in Rabanal del Camino
- Martinskirche in San Martín del Agostedo
- Kapelle Ecce Homo
- Jakobskapelle in Foncebadón

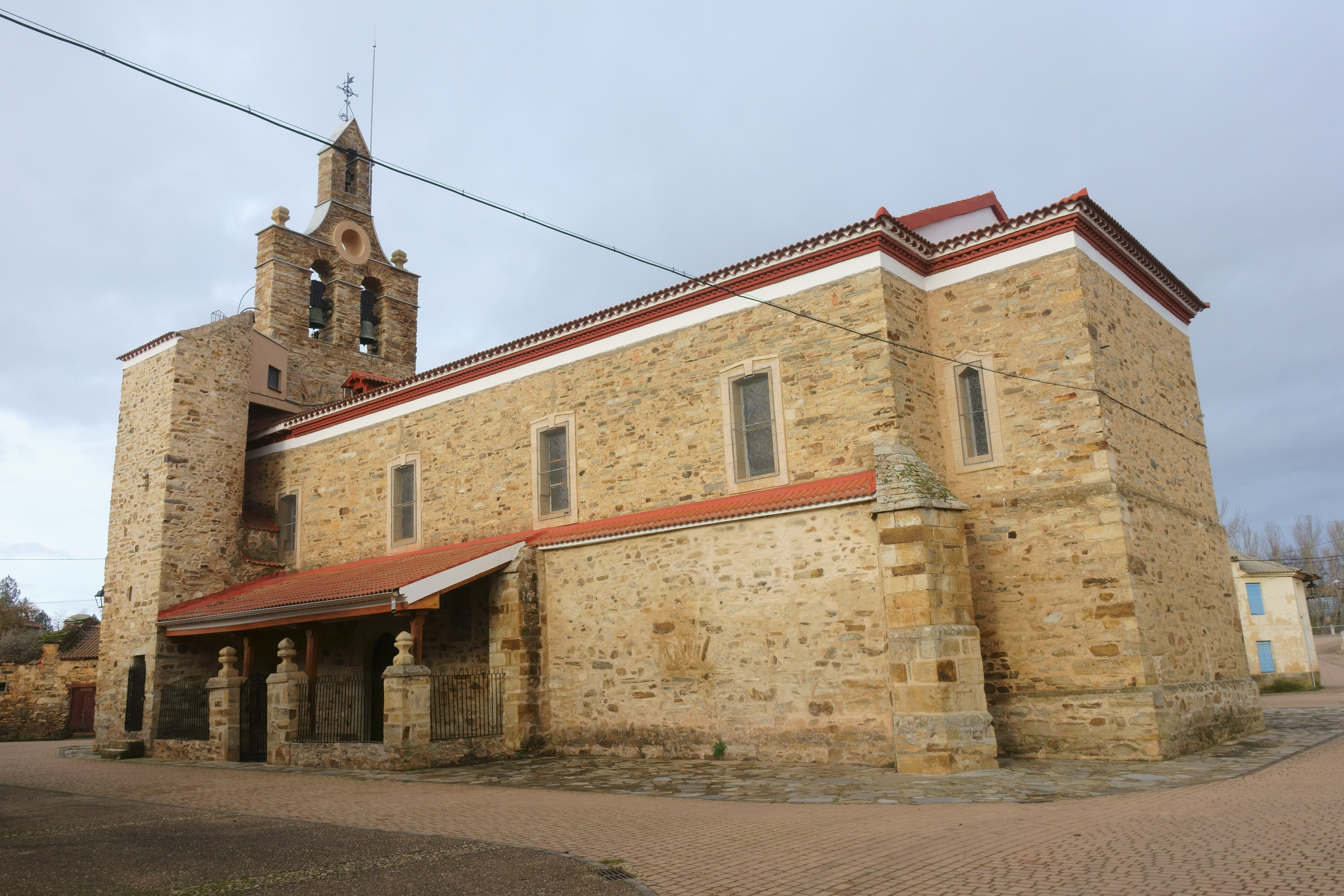
Marienkirche
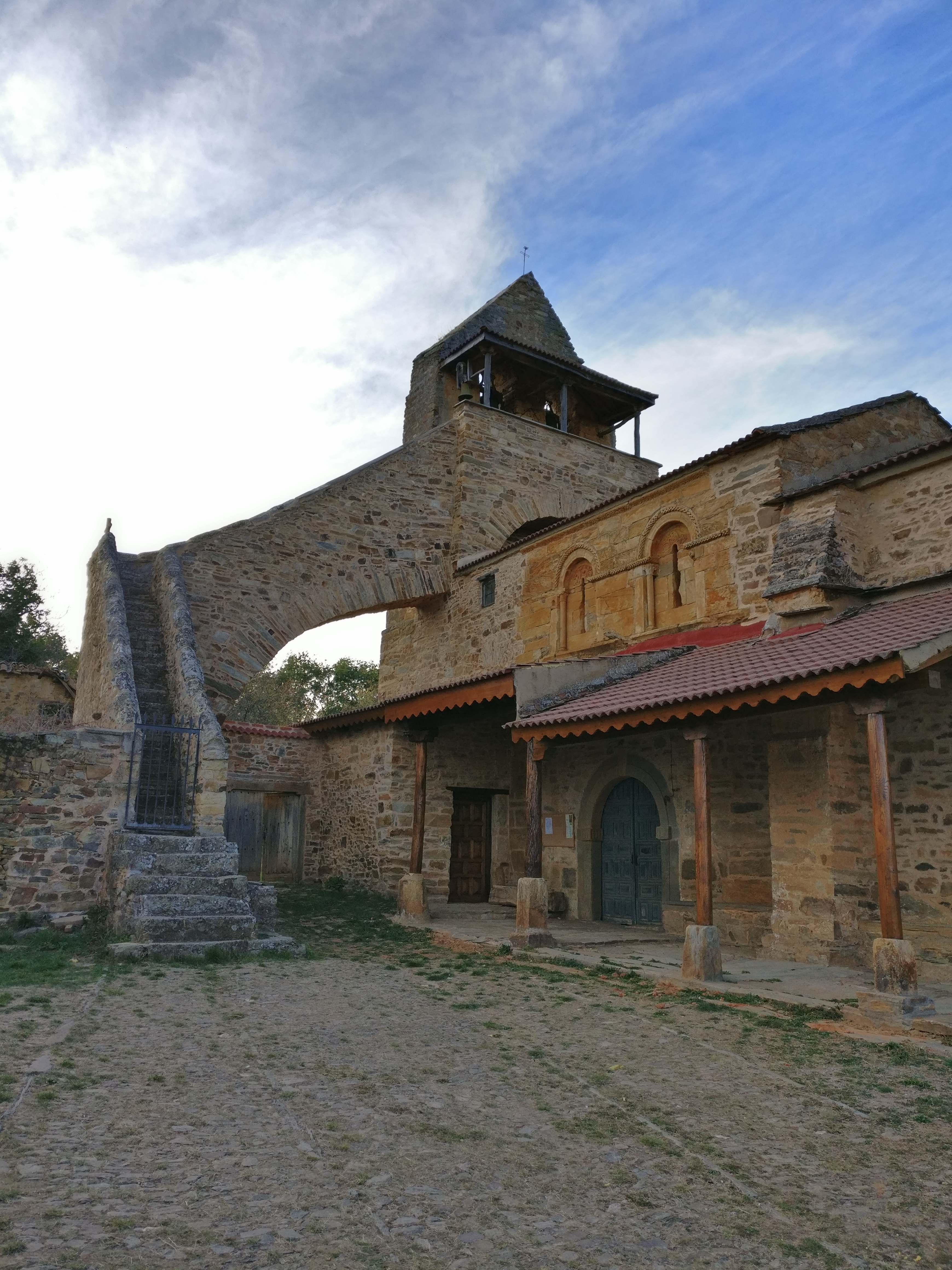
Johannes-der-Täufer-Kirche
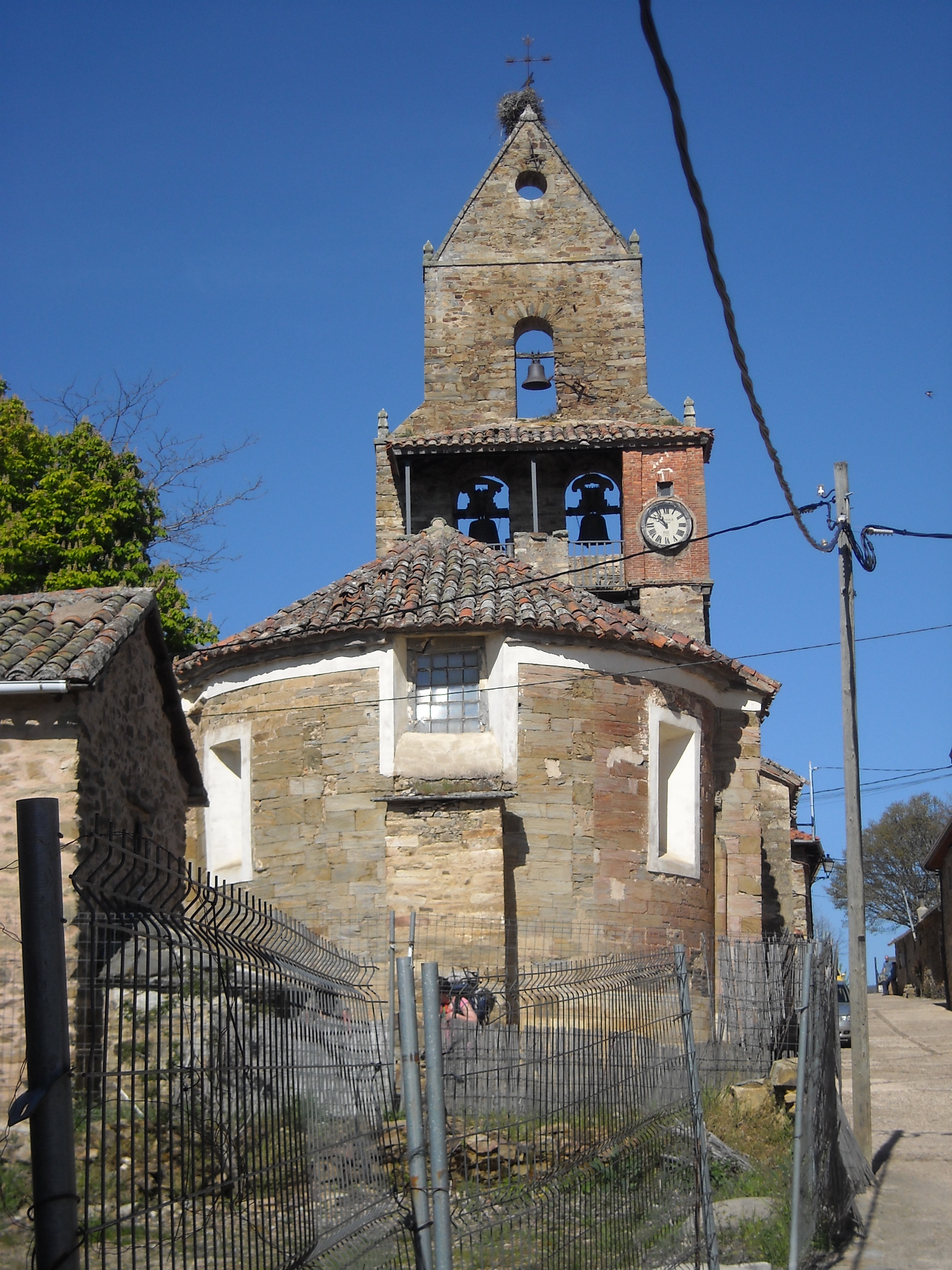
Kirche Mariä Himmelfahrt
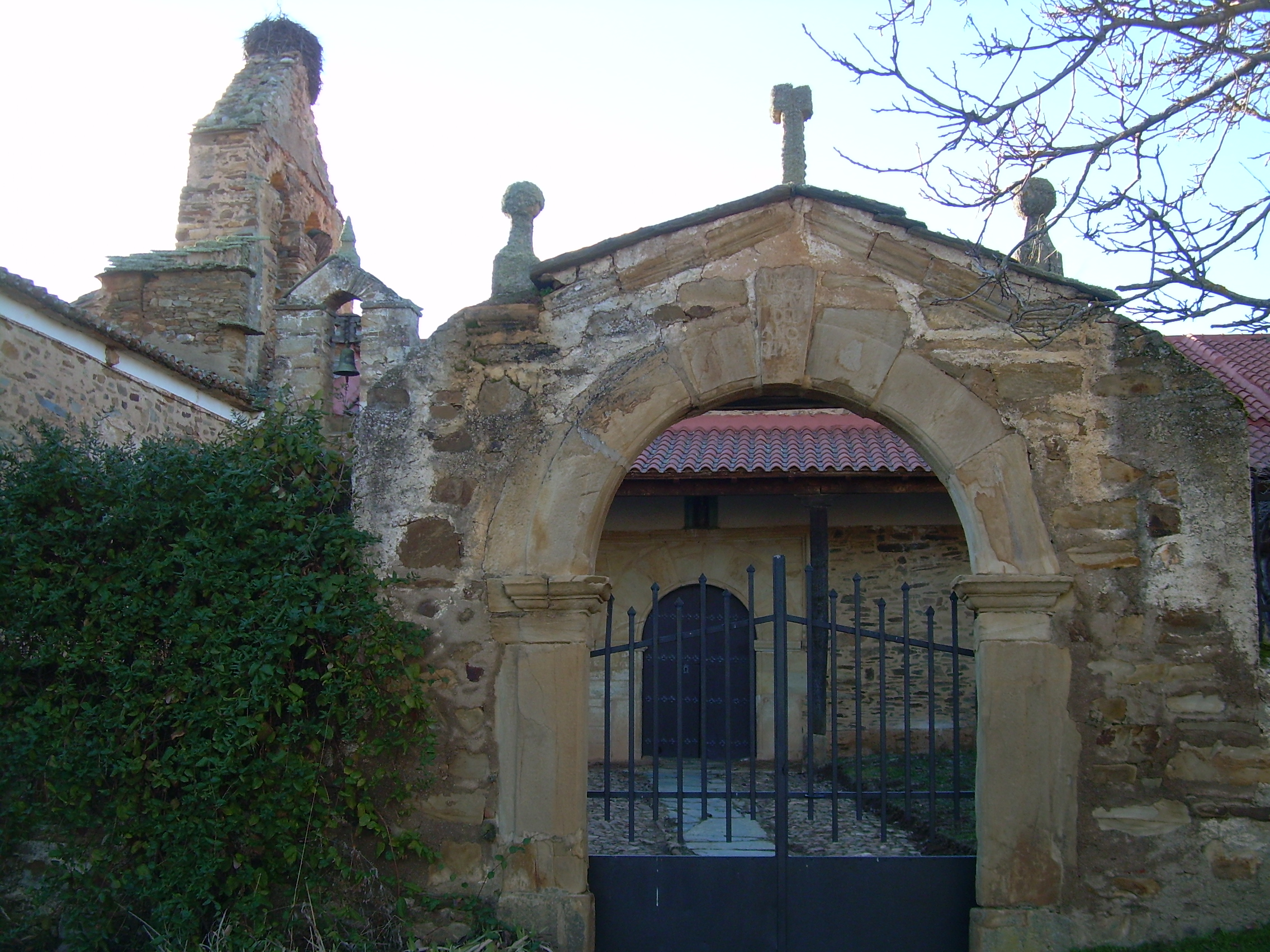
Martinskirche
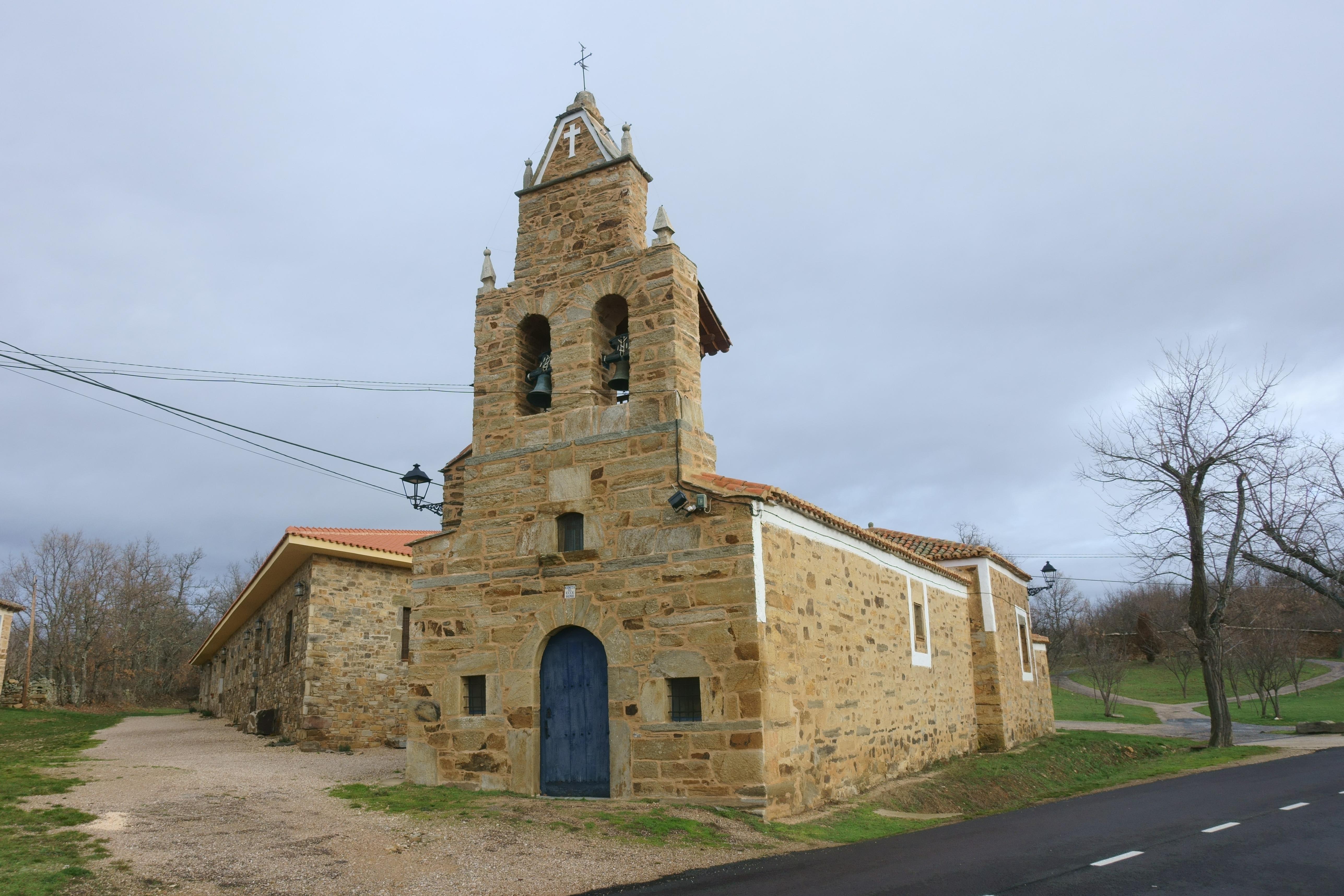
Kapelle Ecce Homo
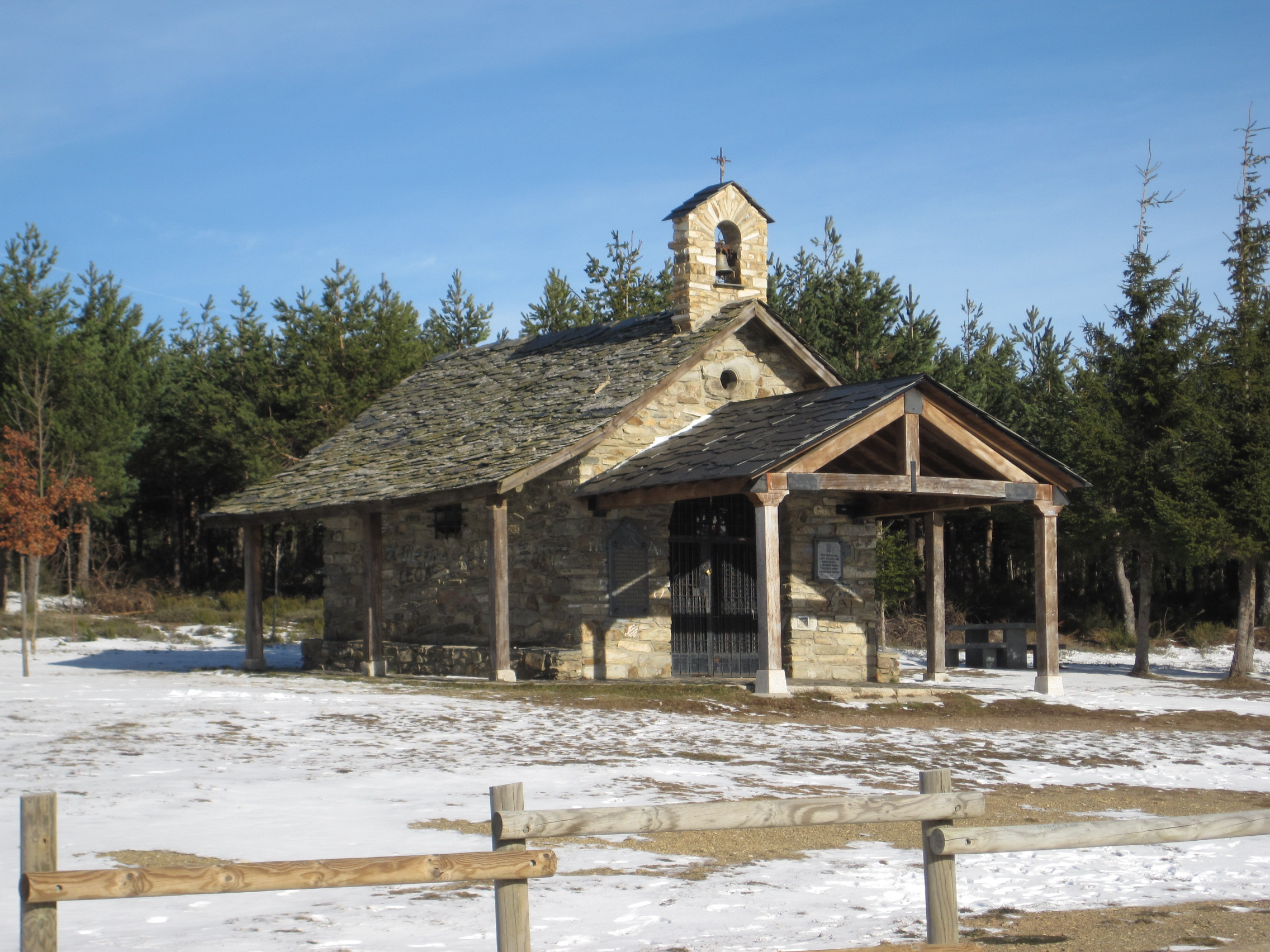
Jakobskapelle
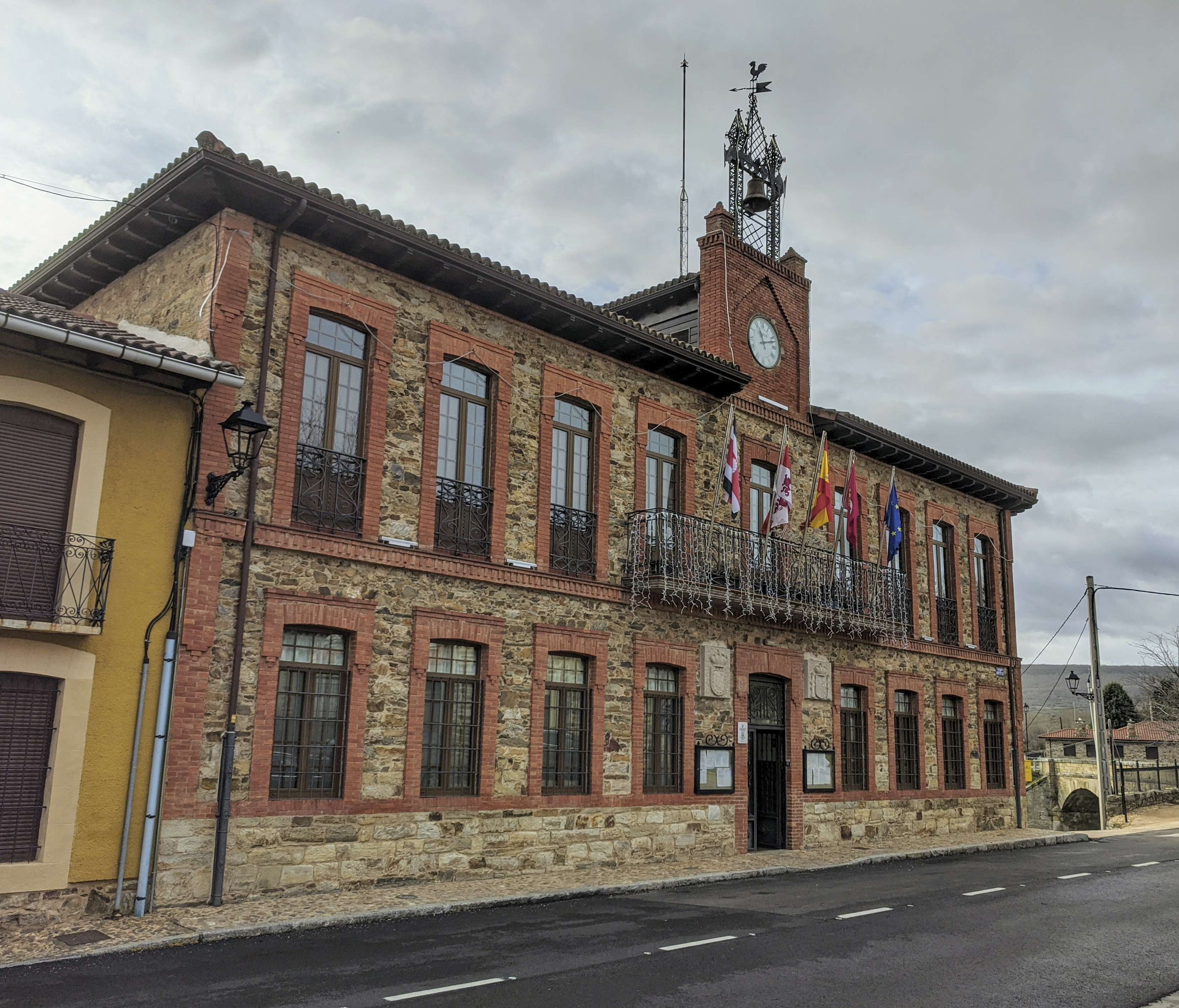
Rathaus